# Telechówki
Telechówki – część wsi Łosie w Polsce położona w województwie małopolskim, w powiecie gorlickim, w gminie Ropa.
W latach 1975–1998 miejscowość należała administracyjnie do województwa nowosądeckiego.